# بیابان عربی

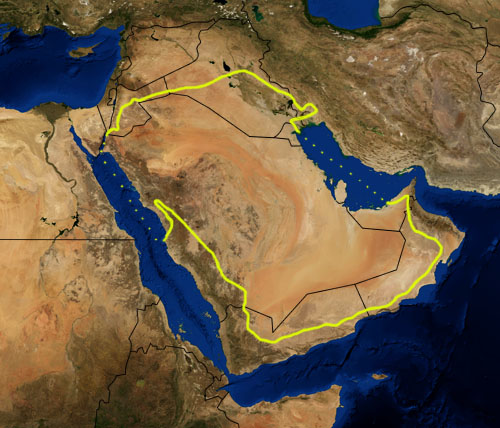
نقشهٔ صحرای عربی and two smaller, closely related ecoregions called "Persian Gulf desert and semi-desert" and "Red Sea Nubo-Sindian tropical desert and semi-desert". مرز بین‌المللی با رنگ سیاه مشخص شده‌است.

بیابان عربی یا صحرای عرب در غرب آسیا واقع شده‌است این صحرا از یمن تا خلیج فارس و عمان تا اردن و عراق و غرب خوزستان امتداد دارد و بیشتر شبه جزیره عربستان را پوشش داده‌است و مساحت آن ۲٬۳۳۰٬۰۰۰ کیلومتر مربع (۹۰۰٬۰۰۰ مایل مربع) است که در مرکز آن ربع‌الخالی واقع شده‌است که یکی از بزرگ‌ترین سرزمین‌های ماسه‌ای دنیا می‌باشد.
آهو، غزال بزرگ آفریقایی، گربه شنی و سوسمار خاردم جزو معدود جانورانی هستند که با آب و هوای این ناحیه توانسته‌اند زندگی کنند.

## آب و هوا
آب و هوای این منطقه خشک هست و دما در روز بسیار گرم و شب‌های بسیار سرد و یخبندان دارد.

## گونه جانوری
در این ناحیه گونه‌های گیاهی و جانوری کمی موجود هست و جانورانی مانند کفتار راه‌راه، شغال و گورکن عسل‌خوار (گورکن عسل خوار) در این منطقه می‌زیستند که به علت دخالت‌های انسان و شکار منقرض شده‌اند.